# Tridesetletna vojna
Tridesetletna vojna, vojna v letih 1618–1648 na področju Svetega rimskega cesarstva, vključene pa so bile tudi druge sile. Izbruhnila je zaradi nasprotij med protestanti in katoličani in prerasla v spor med cesarjem in državnimi stanovi ter se končala kot boj za prevlado v cesarstvu. Leta 1630 je že kazalo, da se bo vojna končala, vendar se je vanjo vključila tudi Švedska in jo tako podaljšala še za nadaljnjih 18 let.
Vojna se je začela na Češkem, ko so češki protestanti skozi okno vrgli cesarjeve svetovalce (dogodek je dobil ime Praška defenestracija), odstavili radikalno katoliškega kralja Ferdinanda II. in izvolili za novega češkega kralja protestantskega kneza Renskega palatinata Friderika V. Ferdinand II. je leta 1620 protestantom vrnil udarec (leta 1619 je postal nemški cesar in tako nadomestil izgubljeno moč in oblast), ko je v znani bitki na Beli gori porazil češko vojsko. S to zmago je Ferdinand II. vrnil habsburške dedne dežele pod oblast Katoliške cerkve.
Po začetku na Češkem se je vojna nadaljevala v Palatinatu in se razširila vse do Baltika. Habsburška grožnja je pritegnila k obrambi protestantizma druge protestantske države, Dansko, Nizozemsko, Švedsko in tudi katoliško Francijo. Vojna se je selila nazaj proti jugu vse do Bavarske in potem spet proti severu; do onemoglosti se je vlekla vse do leta 1648, ko se je končala s podpisom Vestfalskega miru. Prišlo je do nekaterih ozemeljskih sprememb, Švica in Nizozemska sta postali neodvisni in bili izločeni iz Svetega rimskega cesarstva. Za nekatere je bila morda še najbolj pomembna posledica vojne, da je protestantizem v Nemčiji postal uradno priznana vera.

## Razmere pred vojno
V 16. stoletju so bile najmočnejše države v Evropi Anglija, ki je bila pomorska velesila, Francija, ki se je vso drugo polovico stoletja morala ukvarjati z notranjimi verskimi spori, Španija in Sveto rimsko cesarstvo. Slednjega so obvladovali španski in avstrijski Habsburžani. Ob robovih njihovega imperija so se na zahodu borili za svojo neodvisnost Nizozemci, na vzhodu pa je na Češkem že od 15. stoletja tlel husitski nemir, naperjen proti Katoliški cerkvi in od 1526 tudi proti Habsburžanom, ki so tedaj nasledili češko krono.
V cesarstvu samem so se verskemu odporu proti papežu pridružili nekateri deželni gospodje, ki so se skušali otresti cesarske nadvlade. Augsburški verski mir je 1555 le delno zgladil nasprotja, ko je luteranske zemljiške gospode v pravicah izenačil s katoliškimi. Cerkveni knezi, ki so se spreobrnili v protestantizem, pa bi morali svoje fevde vrniti. Verski mir tudi ni obravnaval drugih protestantskih veroizpovedi, ki so bile še naprej prepovedane. To je najbolj prizadevalo kalviniste, ki so imeli središče v Palatinatu, od koder se je njihova veroizpoved širila v Nassau, Hessen in Anhalt in od 1568 navdihovala nizozemski upor proti Španiji.
Cesarja Ferdinand I. in Maksimilijan II. sta krhko zatišje vzdrževala tako, da določil odvzema posesti nista izvajala in sta skrbela predvsem za politično ravnotežje v cesarstvu. Rudolf II., ki je zavladal 1576, pa je s pregonom nadškofa in volilnega kneza Kölna 1583 prvič udejanil sporno odločbo. Zaplet se je začel poglabljati 1607, ko je po izzivanju katoličanov v protestantskem mestu Donauwörth Rudolf II. dopustil, da je katoliški bavarski vojvoda Maksimilijan I. z vojsko zavzel mesto in ga priključil Bavarski. Da bi se zaščitili pred nadaljnimi takšnimi ekscesi, so se protestantski državni stanovi pod vodstvom volilnega palatina Friderika V. Pfalškega 1608 združili v auhausensko unijo. Katoliški državni knezi so naslednje leto odgovorili z ustanovitvijo katoliške zveze, ki jo je vodil Maksimilijan I. Bavarski.
Najhuje so se verska nasprotja kazala na Češkem. V Broumovu so 1611 zaprli protestantsko cerkev, zgrajeno na posesti katoliškega gospoda, 1614 so eno v Hrobu celo porušili. Politična nasprotja so se zaostrila, ko je 1617 cesar Matija, ki je bil brez otrok, stanovom vsilil za češkega kralja bratranca Ferdinanda (ki ga je določil tudi za svojega cesarskega naslednika). Ferdinand je takoj uvedel politiko popolnega avstrijskega nadzora, ki naj bi spodkopala protestantizem. Uvedel je cenzuro, protestantje so bili izključeni iz javnih služb in več protestantskih ustanov je razglasil za nezakonite. Nezadovoljstvo z njegovimi ukrepi je pripeljalo do incidenta, imenovanega druga praška defenestracija: predstavniki protestantskih stanov so 18. maja 1618 vdrli v praški grad in po prepiru vrgli s tretjega nadstropja dva cesarska namestnika in njunega pisarja (ker so padli v blato obrambnega jarka, se niso poškodovali). To je bilo hkrati znamenje za upor čeških protestantskih stanov proti habsburški katoliški oblasti.

## Češki upor in širitev vojne v Nemčijo (1618–23)
Uporni češki protestantski deželni stanovi so sestavili svojo ustavo in izvolili za češkega kralja Friderika V. Pfalškega. Pridobili so si tudi podporo savojskega vojvode (poslal jim je 2.000 najemnikov pod vodstvom Ernesta von Mansfelda) in sodelovanje Bethlena Taborja, voditelja upornikov proti Habsburžanom v Transilvaniji. Mansfeld je 1618 osvojil Plzen, medtem ko je Bethlen oblegal Dunaj. 
Tem začetnim uspehom je v naslednjih letih sledil popoln preobrat. Avstrijskim Habsuržanom so priskočili na pomoč španski, ki so z vojsko vdrli v Palatinat. Več luterantskih držav, vključno s Saško, je v zameno za lastno varnost obljubilo, da ne bo pomagalo Češki in Palatinatu. 8. novembra 1620 so združene čete cesarja, katoliške zveze in saških najemnikov pod vodstvom Tillyja na Beli gori premagale uporniško vojsko. Friderik se je zatekel v Nizozemsko republiko (od koder se je smel vrniti šele 1631). Cesarsko sodišče je obsodilo na smrt in dalo javno usmrtiti 27 kolovodij upora. Sledila je množična zaplemba protestantske zemlje in nasilna obnova katolištva. Češkega plemstva odtlej ni bilo več.
Po zmagi na Beli gori se je združena katoliška vojska usmerila proti Palatinatu, ki pa ni imel sredstev, potrebnih za obrambo. Na pomoč sta mu sicer priskočila protestantska Baden in Braunschweig, ki pa sta se po porazih pri Wimpfenu, Höchstu in Stadlöhnu umaknila iz vojne. Španske in bavarske sile so 1622 osvojile Heidelberg, prestolnico Palatinata. Maksimilijan Bavarski je prejel Friderikova ozemlja in prevzel njegov glas v zboru volilnih knezov (Kurfürstenrat) cesarstva. Zdelo se je, da je vojna končana v korist cesarja in katoliške zveze.

## Dansko obdobje vojne (1625–29)
Vojaški uspehi katoliške vojske so pomenile grožnjo za protestantske države ob Baltiku. Med njmi je bila najmočnejša Danska, ki se je čutila njihovo zaščitnico in je imela tudi interes razširiti svoj vpliv v severno Nemčijo. S sporazumom v Haagu je 1625 dobila podporo Anglije in Francije, ki sta bili tudi zaskrbljeni zaradi habsburških uspehov, in podporo Nizozemske republike, ki se je borila za neodvisnost od Španije.
Na cesarski strani se je katoliškim silam pridružil vojskovodja Albrecht von Wallenstein z vojsko 50.000 mož, ki jo je postavil z lastnimi sredstvi. Na katoliški strani so bili tako vojska katoliške zveze pod vodstvom Tillyja, Wallensteinove in cesarjeve čete pod vodstvom Wallensteina ter španska vojska; na protestantski strani so se borili Danska, Braunschweig, Mansfedovi najemniki in vojska Betheloma Taborja.
Kmalu se je izkazalo, da so bile želje danskega kralja Kristijana IV. po širitvi ozemlja nepremišljene. Wallenstein je 1626 pri dessauskem mostu čez Labo premagal Mansfelda, Tilly pa pri Luttru na spodjesaškem Dance. Tilly je zavzel ozemlje do ustja Labe in dobil nazor nad vsem severozahodnim delom Nemčije razen nad Bremnom. Wallenstein pa je dosegel severno obalo Nemčije vzhodneje, zavzel Wismar in Rostock, ni pa mu uspelo zavzeti obmorskega Stralsunda, ki se je oskrboval z morja. S podpisom miru v Lübecku je Kristijan IV. 1629 izstopil iz vojne, uspel pa je zadržati dedno zemljo v Schleswigu in Holsteinu.
S podreditvijo severnonemških knezov je cesar Ferdinand II. dosegel vrhunec svoje moči. Ko pa je z restitucijskim ediktom (kljub opozorilom Wallensteina, da ne kaže vpletati ideologije) skušal obnoviti katoliški nadzor nad vsemi cerkvenimi ozemlji, ki so jih po letu 1552 sekularizirali, je to v severno Nemčijo vneslo nov nemir. Na državnem zboru v Ratisbonu 1630 je na cesarja s političnim nastopom pritisnil tudi francoski delegat oče Joseph in še razvnel nezadovoljstvo nemških knezov.

## Švedsko obdobje vojne (1630–35)
Švedski kralj Gustav II. Adolf je z vznemirjenjem spremljal prihod Habsburžanov na baltiško obalo. S porazom Danske je ostal edini možni zaščitnik severnonemških protestantskih knezov, kar mu je odpiralo možnosti za prodor švedskega vpliva proti jugu. Vendar se je v tridesetletno vojno lahko vključil šele, ko mu je, tudi z Richelieujevo pomočjo, uspelo skleniti ugoden mir s Poljaki (sporazum v Altmarku 25. 9. 1629).
Julija 1630 je Ferdinand II. odstavil Wallensteina in zmanjšal cesarsko vojsko. (Ferdinand II. je podlegel govoricam o Wallensteinovi nezvestobi, ki so jih po neuspelem obleganju Stralsunda in ob Wallensteinovem obotavljanju pri vojaškem uveljavljanju restitucijskega edikta začeli širiti jezuiti in katoliška zveza.) Na drugi strani je Gustav II. Adolf v Barwicah sklenil s Francijo sporazum, da bo financirala 30.000 mož švedske vojske, če bo napadal le Habsburžane in ne tudi Bavarske. Potem ko je Tillyjeva vojska oropala in uničila mesto Magdeburg, sta se Švedom priključili še nemški državi Saška in Brandenburg. Združeni vojski Švedske in Saške sta pri Breitenfeldu blizu Leipziga premagali Tillyja. S tem je bila Švedom odprta pot v Nemčijo. Cesar je ponovno nastavil Wallensteina za vrhovnega poveljnika cesarske vojske.
Gustav II. Adolf je prodrl v Porenje, zavzel Mainz, kršil sporazum s Francozi in prečkal bavarsko mejo. Tilly ga je skušal zaustaviti, vendar je bil 1632 premagan in smrtno ranjen pri mestu Rain ob reki Lech. Napredovanje švedske vojske pa je upočasnil Wallenstein in ji pri Nürnbergu prizadejal manjši poraz. Švedi so se obrnili proti severu in konec leta zmagali v bitki pri Lütznu, v kateri pa je padel njihov kralj. Po bitki se je Wallenstein skušal pogoditi o mirovnem sporazumu s Saško, Brandenburgom in Švedsko, a so ga obtožili izdaje in cesar ga je drugič odstavil, ga izobčil in na njegovo glavo razpisal nagrado. 1634 so ga ubili lastni ljudje.
Po smrti Gustava II. Adolfa so se motivi Švedov za bojevanje na nemških tleh zmanjšali. Švedski kancler Axel Oxenstierna, regent mladoletne kraljice Kristine, je organiziral severnonemške države v heilbronnsko zvezo, ki naj bi prevzela večji delež svoje obrambe. Vendar se načrt ni posrečil. Zvezo in Švede je 1634 pri Nördlingenu hudo porazila združena španska, cesarska in bavarska vojska. Nemške države so se začele ena za drugo umikati iz vojne. Saška je 1635 v Pragi sklenila ločen mir s cesarjem. Cesar ni več vztrajal pri restitucijskemu ediktu in vse je kazalo, da bo vojne res kmalu konec.

## Francosko-švedsko nadaljevanje vojne (1635–48)
Tedaj se je prvi minister Francije Richelieu ustrašil, da se bo Švedska umaknila iz vojne. Obnovil je sporazum iz Barwic in Špancem in cesarju napovedala vojno. V protihabsburško koalicijo je poleg Švedske in Nizozemske republike pritegnil še vojvodo Bernarda Saško-Weimarskega in severnoitalijanske države Savojo, Mantovo, Parmo in Modeno.
Francozom ni steklo po pričakovanjih. Na začetku so doživeli nekaj porazov. Njihovo ofenzivo v Porenje so odbile španske in cesarske čete in 1636 ogrozile Pariz. Toda prej kot v letu dni so se Francozi toliko opomogli, da so ozemlje zopet zavzeli in nadaljevali ofenzivo.
1637 je umrl cesar Ferdinand II. Nasledil ga je mnogo tolerantnejši sin Ferdinand III., ki je skušal rešiti čim več cesarske avtoritete in obdržati vse preostale dedne dežele. Do konca vojne pa je moral utrpeti še vrsto hudih porazov.
Švedi so cesarske čete premagali 1636 pri Wittstocku in 1638 pri Rheinfeldnu (čemur je sledil francoski vdor v Porenje) in 1642 v drugi bitki pri Breitenfeldu. 1643 so Francozi dosegli pod vodstvom generala Ludvika II. princa Condéjskega (Veliki Condé) veliko zmago pri Rocroiju nad Španci, ki se odtlej niso več pojavljali na nemških bojiščih.
Aktivnost Švedov v Nemčiji je v letih 1643–44 prekinila vojna z Danci. V tem času so na bavarskih bojiščih imeli nekaj uspehov Bavarci, ki so zmagali proti Francozom v bitkah pri Tuttlingenu (1643), Freiburgu (1644) in Mergentheimu (1645).
Potem, ko so Švedi premagali Dance na kopnem in na morju in si zagotovili prevlado v Baltiku, so se spet usmerili na južno Češko, kjer so februarja 1645 v Jankauu hudo porazili slabše opremljeno cesarsko-bavarsko vojsko. V avgustu istega leta so Francozi dobili drugo bitko pri Nördlingenu. Z mirom v Ulmu 1647 so prisilili Maksimiljana Bavarskega, da je odrekel pomoč cesarju, vendar je mirovni pogoj prekršil in v maju 1648 spet sodeloval s cesarsko vojsko v bitki pri Zusmarshausnu. Tokrat je številčno pol manjša cesarsko-bavarska vojska komaj ušla popolnemu uničenju. V juliju 1648 so Švedi pod vodstvom generala Karla Gustava (kasnejšega kralja Karla X. Gustava) zavzeli praški grad. Grozilo je zavzetje Prage in cesar Friderik III. je moral na pogajanjih v Münstru in Osnabrücku (ki so potekala že od 1644) sprejeti predložene mirovne pogoje. Pogajanja so bila zaključena 24. oktobra. Vrsta dokumentov, ki je bila podpisana med 15. majem in 24. oktobrom 1648, sestavlja vestfalski mir. Ta je končal tridesetletno vojno, ni pa razrešil ozemeljskega spora med Francijo in Španijo, ki sta vojno nadaljevali do pirenejskega miru 1659.

## Posledice tridesetletne vojne
Vojna se je spet in spet vračala na ista ozemlja in jih pustošila. Zaradi novih vojaških taktik in uvedbe lahkega, gibljivega topništva je bila umrljivost vojakov zelo velika. Vojske so bile velikokrat slabo oskrbovane in poveljniki niso imeli moči, da bi ohranjali disciplino. Zato je prihajalo tudi do plenjenj in nasilja nad prebivalci, ki so v vojni najbolj trpeli.
Najbolj je bil prizadet Palatinat, ki je izgubil 80 % prebivalstva; nato Češka, Pomorjansko; deli Porenja, Brandenburg, Šlezija in Bavarska. Nekatere številke govorijo o zmanjšanju prebivalstva v Svetem rimskem cesarstvu z 21 na 13,5 milijona. Na Češkem naj bi se število prebivalcev s 3 milijonov zmanjšalo na 800.000, pri čemer naj bi bilo od 35.000 čeških vasi popolnoma zapuščenih kar 25.000. Vendar novejši avtorji opozarjajo, da so te številke pretirane, da so pisci pretiravali, da bi uveljavili svoje interese (brandenburški zgodovinar Samuel von Pufendorf je s pretiravanjem skušal opravičiti povojno politiko brandenburškega volilnega kneza). Vsekakor je bilo okrevanje prebivalstva hitrejše, kot so zgodovinarji prvotno mislili.
Zaradi vojne je zaostalo gospodarstvo, trgovina je obšla prizadete dežele, pri čemer pa je tudi res, da so se ti procesi začeli že mnogo pred vojno in je bila vojna tudi njihova posledica. Vsekakor so se nekatera mesta kot Gdansk, Lübeck, Leipzig zelo hitro opomogla, Hamburg, ki ga vojna ni prizadela, pa je sploh postal najmočnejše baltiško pristanišče.
Za kmete so bile posledice vojne različne od področja do področja. Na jugozahodu, še posebej na Bavarskem in v Palatinatu, je vojna pospešila zaton tlačanstva. Močno razredčenje kmečkega prebivalstva je zmanjšalo število najemnikov, ki so postali za plemstvo dragocenejši. Na severovzhodu, kjer je bilo veleposestniško plemstvo (junkerji) najmočnejše, pa je volilni knez z zaostritvijo tlačanstva kupoval njihovo politično zvestobo.
V evropskem merilu se je s tridesetletno vojno končalo obdobje protireformacije in verskih vojn. Luteranci in kalvinisti so bili izenačeni s katoličani. Položaj cesarja je bil oslabljen, zmagal je partikularizem deželnih knezov. Med vojaško močnimi državami je Španijo nadomestila Francija, ki je za nekaj časa prevzela odločilno vlogo v političnih odločitvah. Habsburžanom se je zmanjšal nekdanji cesarski vpliv, izšli pa so iz vojne s trdnejšo, bolj povezano avstrijsko državo.
Ena od stranskih posledic, ki je prišla do izraza šele po stoletjih, je vpliv na evropsko kulturo. Prav zaradi občutnega padca v številu in vsled socialnih sprememb kmečkega prebivalstva, se je začelo redčiti in izgubljati narodno izročilo. Pristni narodni običaji in starodavne ljudske navade se niso obnavljali in dokazi o nekdanjem načinu življenja se niso ohranili. Celo narodna glasba je bila pozabljena. Pač pa je kmalu začel nastajati nova folklora, ki je izhajala pretežno iz meščanskih navad in ki je bil - z današnjo terminologijo - začetek kulturne globalizacije Evrope.